# William Newton (Architekt, 1735)

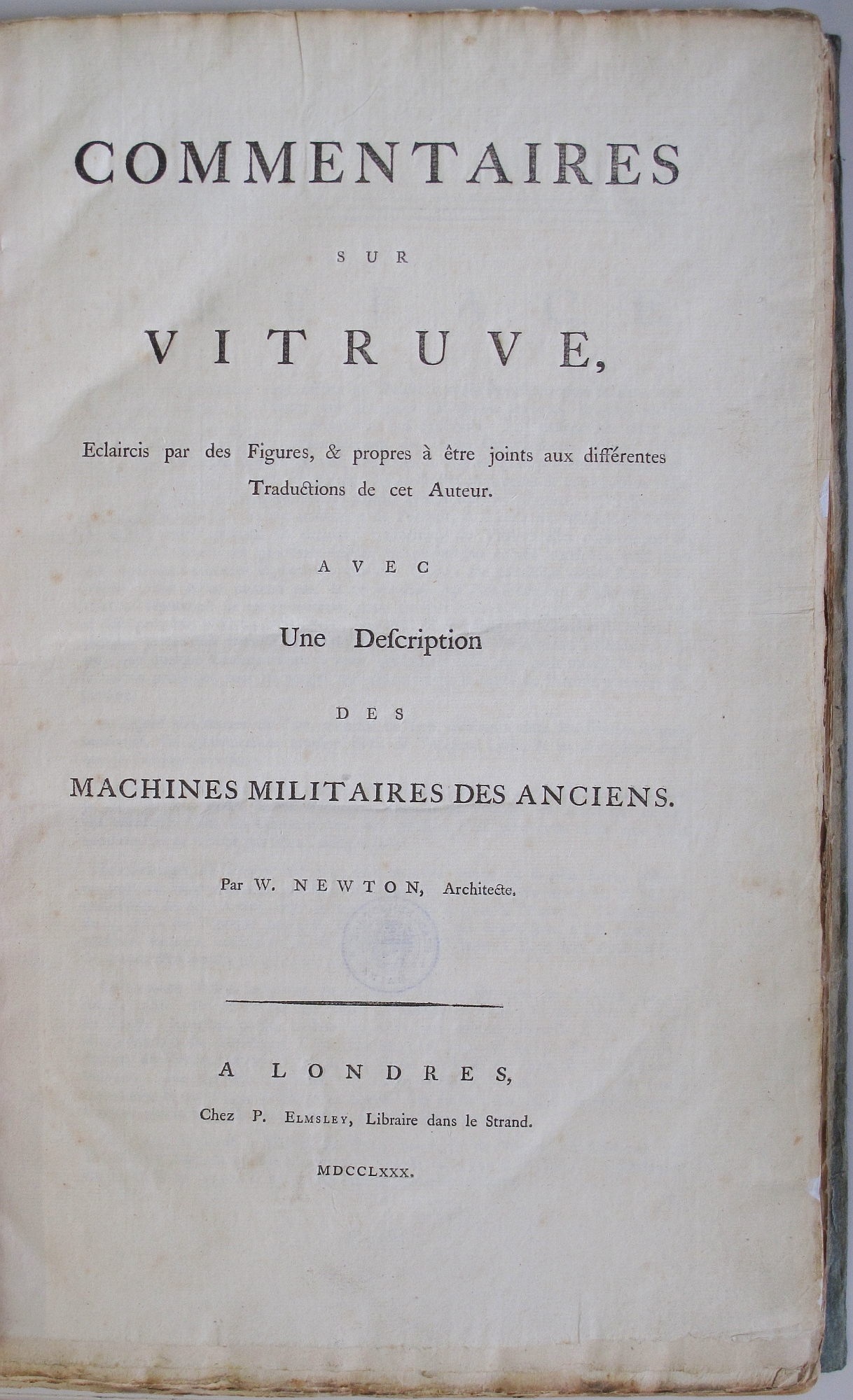
Newtons Kommentar zu Vitruv 1780

William Newton (* 27. Oktober 1735; † 10. Februar 1790 in Sidford bei Sidmouth) war ein britischer Architekt.
Sein Großvater war ein Cousin von Isaac Newton und besaß Gordon Mills bei Kelso (Schottland), sein Vater war Möbeltischler aus Holborn (London) und seine Mutter Susanna Tochter von Humphry Ditton. William Newton besuchte das Christ’s Hospital, eine Schule in Horsham, und ging bei dem Londoner Architekten William Jones in die Lehre. 1766 besuchte er Italien und war längere Zeit in Rom. Wieder in England entwarf er repräsentative Häuser in der Umgebung von London und deren Innenausstattung, vorwiegend im Stil von Palladio. 1776 bis 1780 war er an Ausstellungen in der Royal Academy beteiligt. 1765 bis 1768 unterstützte er William Jupp im Entwurf der London Tavern. 1782 wurde er Assistent von James Athenian Stuart beim Neubau – nach einem Feuer – der Kapelle des Greenwich Hospital, wobei er vor allem für die Innenausstattung verantwortlich war. Die Architektur von Stuart war nach griechischem Vorbild. Nach dem Tod von Stuart 1788 vollendete er dessen Arbeit am Greenwich Hospital.
1771 veröffentlichte er die erste englische Übersetzung der ersten fünf Bücher von Vitruvs Architekturbuch. 1780 folgte ein Kommentar zu Vitruv mit vielen Abbildungen, den er in Französisch veröffentlichte. Nach seinem Tod 1791 folgte seine vollständige Vitruv-Übersetzung in zwei Bänden, herausgegeben von seinem Bruder James Newon.
Er unterstützte James Stuart beim zweiten Band von dessen Werk Antiquities of Athen von 1787.